# Plan d'eau du Temple-sur-Lot
Le Plan d'eau du Temple-sur-Lot ou lac du Temple-sur-Lot est un lac de barrage français situé en Nouvelle-Aquitaine département de Lot-et-Garonne sur le Lot

## Géographie
Lac situé sur le  Lot sur les communes  du Temple-sur-Lot, de Castelmoron-sur-Lot et de Fongrave.

## Histoire
Ce barrage et centrale au fil de l’eau ont été construits en 1951

## Activités touristiques
- Centre d'entraînement d'Aviron
- Pêche sportive ou de détente
- Randonnée
- Baignade
- Voile, Canoë-Kayak
- Navigation fluviale de plaisance
- Motonautisme et de ski nautique.